# Suzann Pettersen
Suzann Pettersen (nascida em 7 de abril de 1981) é uma golfista profissional norueguesa que joga principalmente nos torneios do Circuito LPGA com sede nos Estados Unidos e também é membro do Circuito Europeu Feminino. Alcançou a segunda posição mundial, seu melhor ranking na carreira e manteve essa posição por várias vezes, sendo mais recentemente, no período de agosto de 2011 até fevereiro de 2012.

## Biografia
Pettersen nasceu em Oslo, na Noruega, e seus pais, Axel e Mona, praticavam o esporte golfe. Pettersen tem dois irmãos, Stefan e Gunerius. Suzann Pettersen é parente distante do comerciante Gunerius Pettersen (1826–1892).

## Carreira

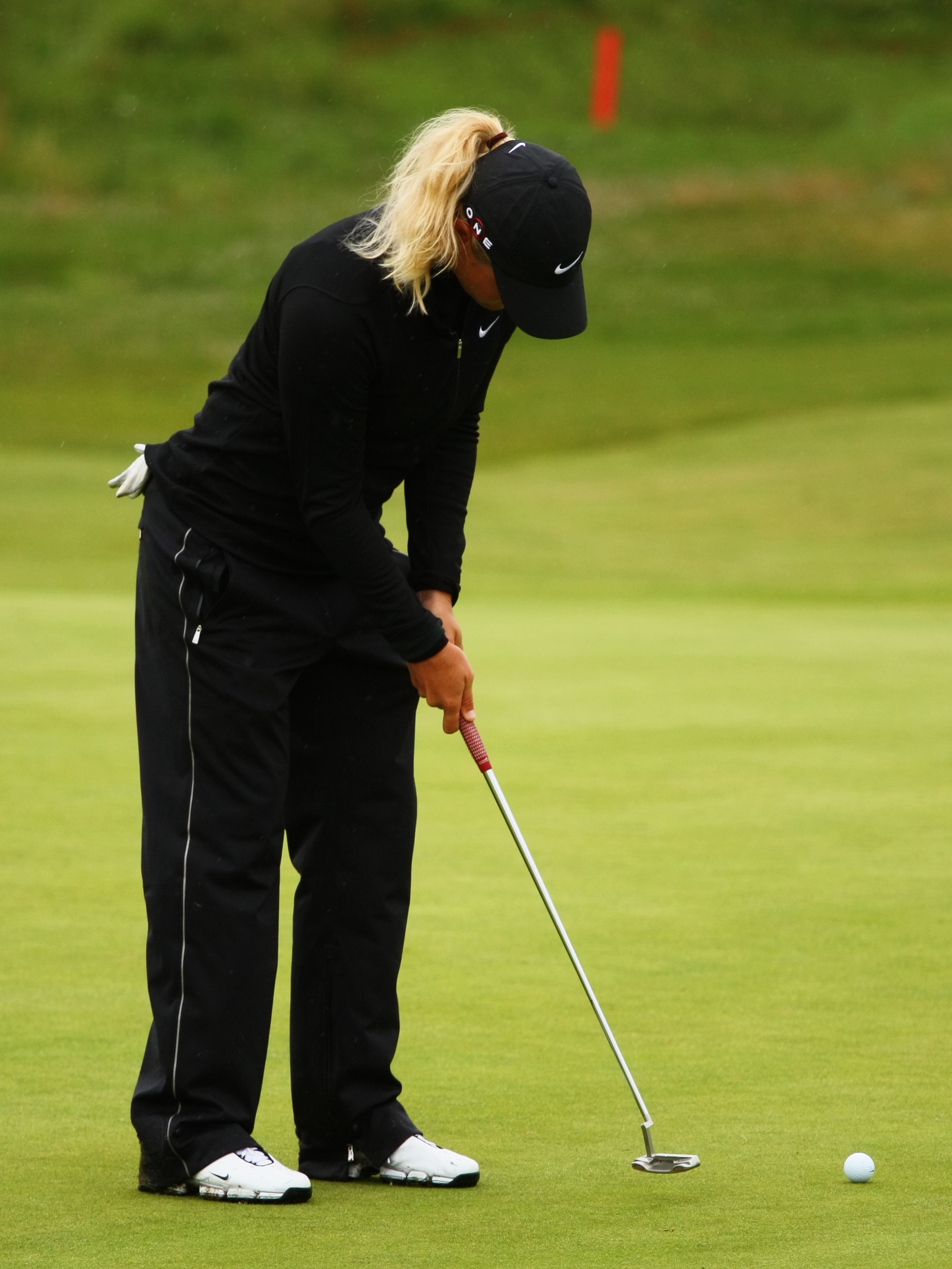
Pettersen no Aberto Britânico Feminino de Golfe, em 2010.

Como amadora, foi pentacampeã do Campeonato Amador Norueguês, de 1996 a 2000, e venceu o British Girls Championship em 1999. Representou Noruega no Troféu Espirito Santo em 1998 e 2000, terminando como líder individual na sua segunda participação. Também representou Europa na Copa Ryder Junior, em 1997 e 1999.
Tornou-se profissional em setembro de 2000, aos dezenove anos.
Já obteve duas vitórias nos torneios majors: a primeira veio no Campeonato da LPGA, em 2007, e a segunda vitória obtida no Campeonato Evian, em 2013. Foi vice-campeã no Aberto dos Estados Unidos em 2010 e sexta colocada em 2009, segunda no Campeonato da LPGA de 2012 e terceira em 2011 e 2013, quarta no Aberto Britânico em 2011 e 2013, segunda no Campeonato Kraft Nabisco de 2007, 2008 e 2010, terceira em 2013 e quinta em 2009. Outros triunfos da golfista norueguesa no circuita norte-americano foi no Aberto do Canadá de 2009, no Campeonato Match Play da LPGA em 2011 e no Aberto de Kingsmill de 2007. No total, obteve quinze vitórias e 105 top 10 no Circuito LPGA.
Além disso, a golfista teve seis outras vitórias no Circuito Europeu Feminino, entre elas no Aberto da Suíça de 2008 e no Aberto da Irlanda de 2008 e 2011. Apesar de suas poucas aparições após a sua adesão no Circuito LPGA, terminou em primeiro lugar na temporada de 2013, em sexto em 2008 e em sétimo em 2010.
Por outro lado, Petterson disputou sete edições da Copa Solheim desde de 2002 como integrante da equipe europeia, atingindo dezenove pontos em trinta e três partidas. Também disputou a Copa Lexus com a equipe internacional, conseguindo cinco pontos em nove partidas.

## Rio 2016, competição feminina de golfe
No golfe dos Jogos Olímpicos de Verão de 2016, realizados no Rio de Janeiro, Brasil, terminou sua participação na competição de jogo por tacadas individual feminino em décimo lugar, representando Noruega. A sul-coreana Inbee Park conquistou a medalha de ouro nesta edição, à frente da neozelandesa Lydia Ko (prata) e da chinesa Shanshan Feng, que ficou com a medalha de bronze.